# Zoodes japonicus
Zoodes japonicus là một loài bọ cánh cứng trong họ Cerambycidae.